# Dorfkirche Schmögelsdorf

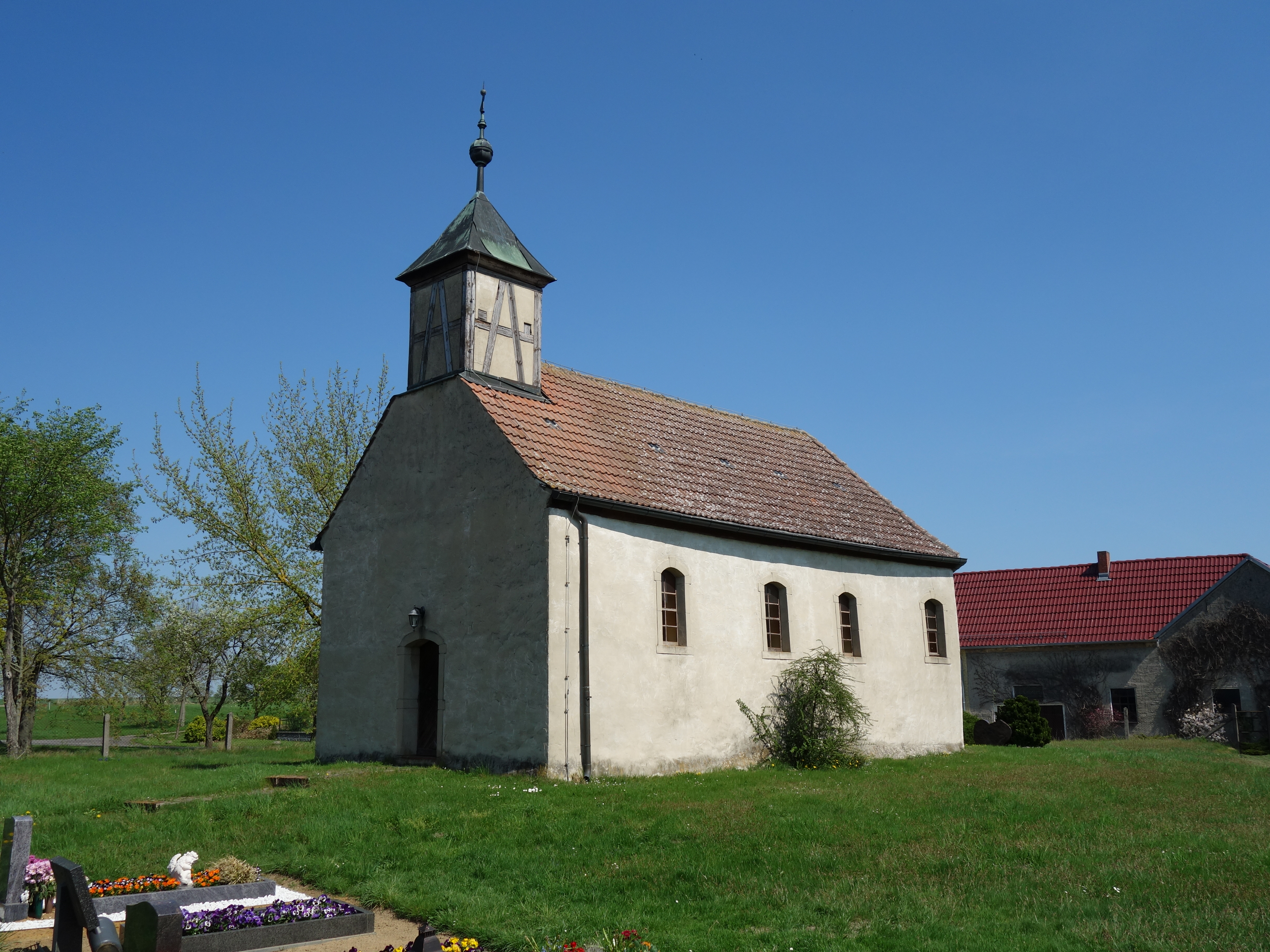
Dorfkirche Schmögelsdorf

Die evangelische, denkmalgeschützte Dorfkirche Schmögelsdorf steht in Schmögelsdorf, einem Gemeindeteil des Ortsteils Marzahna der Stadt Treuenbrietzen im Landkreis Potsdam-Mittelmark in Brandenburg. Die Kirche gehört zum Pfarrbereich Blönsdorf im Kirchenkreis Wittenberg der Evangelischen Kirche in Mitteldeutschland.

## Beschreibung
Die Feldsteinkirche wurde im ausgehenden 17. Jahrhundert erbaut. Ihr Langhaus hat im Osten einen dreiseitigen Schluss. Aus ihrem Dach erhebt sich im Westen ein quadratischer Dachreiter aus Holzfachwerk, der mit einem Pyramidendach bedeckt ist. Er trägt noch die bauzeitliche, im Jahre 1700 von Michael Weinhold in Dresden gegossene Bronzeglocke. Bei einer Restaurierung 1985 wurden die Wände verputzt. Ältestes Ausstattungsstück ist der 1694 gefertigte Taufstein. Die Orgel stammt aus der ersten Hälfte des 19. Jahrhunderts und ist gesondert in der Denkmalliste verzeichnet.